# Обур, Марсель
Марсель Обур (фр. Marcel Aubour,род. 17 июня 1940 года, Сен-Тропе) — французский футболист, игравший на позиции вратаря.

## Клубная карьера
В профессиональном футболе дебютировал в 1960 году выступлениями за клуб «Олимпик Лион», в котором провел шесть сезонов, приняв участие в 153 матчах чемпионата. Большинство времени, проведенного в составе «Лиона», был основным голкипером команды.
Впоследствии с 1966 по 1972 год играл в составе команд «Ницца» и «Ренн». Завершил профессиональную игровую карьеру в клубе «Реймс», за который выступал с 1972 по 1977 год.

## Карьера за сборную
В 1964 году дебютировал за сборную Франции. На протяжении карьеры в национальной команде, которая длилась 5 года, провел в форме главной команды страны 20 матчей.
В составе сборной был участником чемпионата мира 1966 в Англии.

## Достижения
- Обладатель Кубка Франции:
  - «Лион»: 1963/64
  - «Реймс»: 1970/71